# Centrale nucléaire de Forsmark

Schéma du fonctionnement d'un réacteur à eau bouillante.

La centrale nucléaire de Forsmark est située dans la localité de Forsmark sur la côte est de l'Uppland, à 150 km de Stockholm, en Suède. C'est l'une des trois centrales nucléaires suédoises en fonctionnement : elle produit environ un sixième de l'électricité suédoise.
La centrale dispose de 3 réacteurs nucléaires du type réacteur à eau bouillante (BWR) : 
| Nom du réacteur | Modèle           | Puissance Brute (MW) | Puissance Nette (MW) | Début de construction | Raccordement au réseau | Mise en service commerciale |
| --------------- | ---------------- | -------------------- | -------------------- | --------------------- | ---------------------- | --------------------------- |
| Forsmark-1      | AA-III, BWR-2500 | 1027                 | 990                  | 01.06.1973            | 06.06.1980             | 10.12.1980                  |
| Forsmark-2      | AA-III, BWR-2500 | 1157                 | 1118                 | 01.01.1975            | 26.01.1981             | 07.07.1981                  |
| Forsmark-3      | AA-IV, BWR-3000  | 1195                 | 1172                 | 01.01.1979            | 05.03.1985             | 18.08.1985                  |

En 2013, la production annuelle des trois réacteurs de Forsmark s'élève à 25,5 TWh, et la Suède couvre environ 43 % (64 TWh(e)) de ses besoins électriques à partir de l'énergie nucléaire provenant des trois centrales (Forsmark, Oskarshamn, Ringhals) dont elle dispose, et qui alignent au total dix réacteurs . Deux autres centrales avec trois réacteurs ont déjà été arrêtées.
L'exploitant de Forsmark est la société Forsmark Kraftgrupp, une filiale du groupe Vattenfall.

## Les principaux événements

### Découverte de la catastrophe de Tchernobyl
C'est grâce aux capteurs de radioactivité disposés dans la centrale nucléaire pour détecter les fuites locales, que Forsmark a été, le 27 avril 1986, le premier site en dehors de l'URSS où les conséquences de la catastrophe de Tchernobyl sont devenues apparentes. Des ouvriers de la centrale nucléaire suédoise de Forsmark ont été détectés "positifs" à la radioactivité lors d'un contrôle à leur prise de service, le matin du lundi 28 avril 1986. Il est apparu que la source de rayonnement n'était pas dans la centrale : les experts de l’Autorité suédoise de sûreté radiologique croient d'abord aux retombées d’un lointain essai atomique mais les preuves pointent rapidement vers l’Union soviétique. Les autorités suédoises demandent des explications au gouvernement soviétique qui admet, le 28 avril, vers 13 heures, qu'il y a bien eu un incident nucléaire quelque part en Union soviétique, sans autre précision ; les autorités suédoises alertent ensuite l’Agence internationale de l’énergie atomique (AIEA) de la pollution radioactive,. L’agence de presse suédoise envoie ses premiers télex au monde entier ; l’agence soviétique Tass confirme l’information.

### Incident de juillet 2006

#### Présentation
Le 25 juillet 2006, le réacteur Forsmark-1 a été sujet à un incident (niveau 2 selon l'échelle INES), quand survint une panne de courant conjuguée à une indisponibilité partielle (selon un article de Libération) ou totale (selon un article de Radio France internationale) des générateurs de secours du système de refroidissement.
La cause de la panne électrique est attribuée à un court-circuit hors de la centrale, sur le réseau d'évacuation d'énergie en 400 kV, provoqué par des travaux de terrassement effectués par un engin de travaux publics,.
Les trois réacteurs de la centrale ont alors été mis à l'arrêt, nécessitant dès lors un refroidissement moindre (évacuation de la puissance résiduelle des cœurs).
Cependant, sur l'une des trois tranches, le système de refroidissement en principe alimenté électriquement par quatre générateurs de secours n'a pas pu opérer normalement.

#### Rappels généraux sur les réacteurs à eau
Même si la réaction nucléaire en chaîne a été arrêtée (généralement par insertion de barres de contrôle dans le cœur), l'insuffisance de réfrigération d'un réacteur à eau (bouillant ou pressurisé) peut mener à terme à la fusion du cœur de celui-ci.
Toutefois, la fusion (partielle) du combustible survient (commence) uniquement si le combustible se trouve dénoyé (absence d'eau liquide au contact du combustible) durablement (plusieurs minutes). Si le combustible est maintenu sous eau liquide, il peut s'échauffer mais ne fond pas et ni le combustible ni la gaine en zirconium ne sont endommagés.

#### Rappels généraux sur le réacteur à eau bouillante
Dans le cas des REB tels que ceux de Forsmark, la réaction en chaine supposée arrêtée et les vannes vapeur fermées, l'absence de réfrigération du circuit primaire conduit  à l'élévation de température et pression dans la cuve pouvant conduire au soulèvement des soupapes de sûreté primaires. La décharge de vapeur via lesdites soupapes conduit à un abaissement du niveau d'eau liquide dans la cuve pouvant conduire à terme au dénoyage de la partie supérieure du combustible. Le séquencement temporel des évènements (délais et autres) est essentiellement variable ; il dépend entre autres étroitement du niveau de puissance résiduelle du cœur au moment de l'arrêt de la réaction nucléaire en chaîne.

#### Analyse de l'incident
Les comptes rendus divergent : 
- L'Autorité de sureté nucléaire suédoise précise dans le rapport sur l'incident que le court-circuit apparu sur le réseau d'évacuation 400 kV a mis hors service deux des quatre systèmes d'alimentation électrique sans interruption (UPS basées sur des batteries) qui à leur tour ont empêché la connexion de deux des quatre générateurs de secours. Ces deux générateurs ont pu être reconnectés après 22 minutes. Les UPS sont utilisées pour démarrer rapidement les générateurs de secours. Si elles ne fonctionnent pas les exploitants peuvent démarrer les groupes en utilisant le réseau électrique de distribution en 20 minutes environ. Il est précisé dans le rapport que même si plus de deux UPS n'avaient pas fonctionné, il demeurait une large marge de sécurité avant la fusion du cœur.[réf. nécessaire]
- Selon Libération, deux des générateurs ont fonctionné normalement et les deux autres n'ont pu être démarrés qu'au bout de 21 minutes et 41 secondes[8].
- Selon RFI, aucun des quatre générateurs n'a fonctionné immédiatement et il a fallu une vingtaine de minutes pour démarrer deux d'entre eux[9].
- Le Monde et le quotidien allemand TAZ adoptant des formulations plus ambigües[10],[11].

Lars-Olov Höglund, un ingénieur qui a participé à la construction de la centrale de Forsmark et cité par TAZ, estime qu'il ne restait que 7 minutes avant la fusion du cœur,
L'inspection de la sûreté nucléaire suédoise (SKI) et le directeur de la centrale nucléaire de Forsmark rejettent cette analyse et déclarent que la description fournie par Höglund est incorrecte et qu'il n'y a pas eu de risque de fusion du cœur, tandis qu’une analyse de l'incident réalisée par KUS (Kärnkraftsäkerhet och Utbildning AB) explique que dans la pire des situations, soit le non-démarrage des quatre diesels et l'incapacité des opérateurs à les démarrer, la fusion du cœur aurait eu lieu dans les 8 heures,.
L'analyse de l'incident a mis en exergue le défaut d'un élément des générateurs de secours et deux autres réacteurs suédois ont été arrêtés temporairement à la Centrale nucléaire d'Oskarshamn (ainsi que d'autres dans d'autres pays) afin de changer la pièce incriminée.